# Autokrin
Autokrin innebär att en cell som utsöndrar en signalmolekyl också har en receptor för densamma, så att cellen stimulerar sig själv. Autokrin signalering är vanligt förekommande i många processer, bland annat under den embryonala utvecklingen och i immunsystemet. 